# Coelidium muirii
Coelidium muirii är en ärtväxtart som beskrevs av Granby. Coelidium muirii ingår i släktet Coelidium, och familjen ärtväxter. Inga underarter finns listade i Catalogue of Life.